# شالة

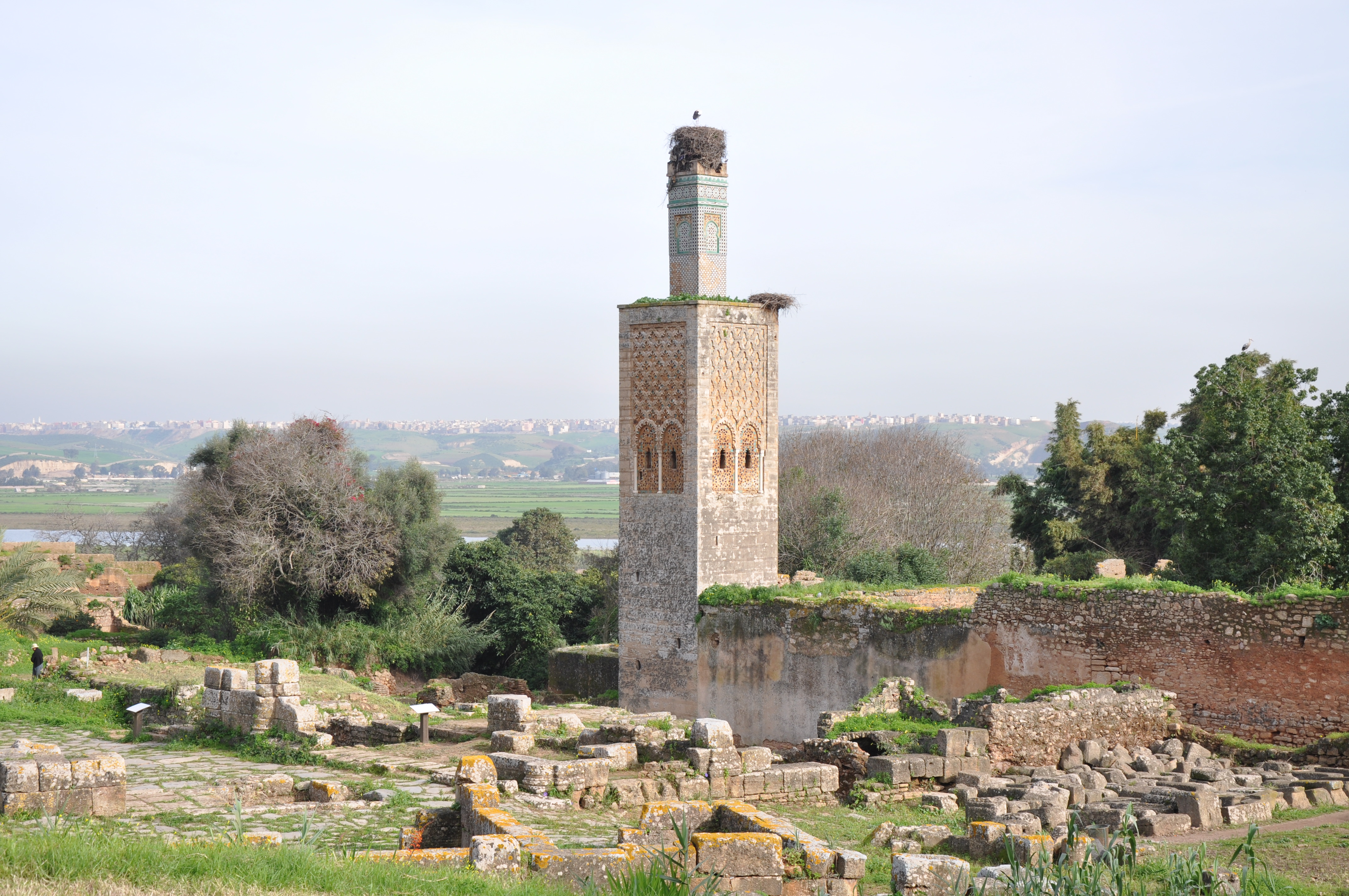
آثار شالة

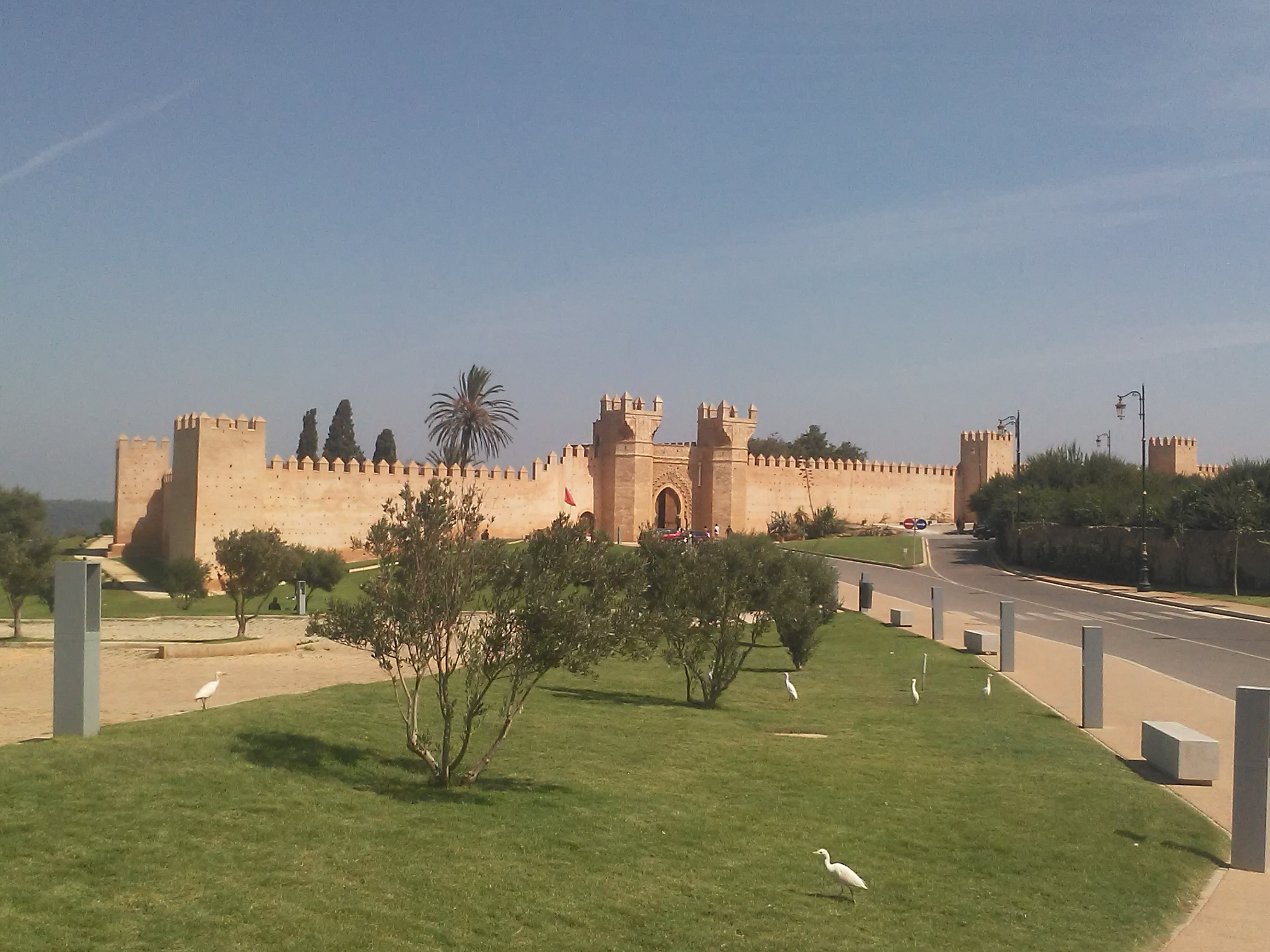
واجهة موقع شالة بالقرب من باب زعير مدينة الرباط

شالة موقع أثري يقع في مدينة الرباط المغربية يرجع تاريخه إلى القرن السادس قبل الحقبة العامة، تقع على الضفة الجنوبية لنهر أبي رقراق وتتكون من منطقة جنائزية مرينية على أطلال رومانية وفينيقية، وكله محصن بجدران موحدية. أنشأ الفينيقيون سوقا هناك، وأطلقوا عليها اسم «سالا»، ثم صارت موضع المستعمرة الرومانية المعروفة باسم «سالا كولونيا» (باللاتينية: Sala Colonia).
ورد ذكر موقع شالة عند المؤرخين القدامى كمدينة صغيرة تقع على نهر يحمل اسم «سلا كولونيا» (باللاتينية: Sala Colonia) والذي يطلق عليه حاليا اسم واد أبي رقراق. وفي العهد الإسلامي، أصبحت هذه التسمية مقتصرة على المدينة الحديثة الواقعة على الضفة اليمنى للوادي أما الموقع فبدأ يحمل اسم شالة.
يرجع تاريخ «شالة» إلى القرن السابع أو السادس قبل الميلاد. ويبدو أن المدينة قد ازدهرت تحت حكم الملوك الموريين خاصة خلال عهدي الملكين يوبا الثاني وابنه بطليموس، حيث جهزت بعدة بنايات عمومية جسد جلها التأثير الهليني والروماني، وكما سكت نقودا تحمل اسمها. ابتداء من سنة 40 م شهدت المدينة تحولا جديدا تحت الحكم الروماني، حيث تميزت بتغيير في مكوناتها الحضرية بإنشاء الساحة العمومية والحمامات والمعبد الرئيسي وتحصينها بحائط متواصل امتد من الساحل الأطلسي إلى حدود وادي عكراش. وفي سنة 144م أحيطت المدينة بسور دفاعي، لتبقى خاضعة للاحتلال الروماني حتى أواخر القرن الرابع أو بداية القرن الخامس الميلادي.
ما زالت حدود المدينة القديمة غير معروفة، إذ لم يتم الكشف لحد الآن إلا عن الحي العمومي. هذا الأخير ينتظم بجانبي شارع رئيسي الديكومانوس ماكسموس (مرصف ينتهي في جهته الشرقية بالساحة العمومية (الفوروم). أما بشمال غرب الساحة، فيتواجد معبد مكون من خمس مقصورات تبرز التأثيرالمعماري الموري.وقد كشفت الحفريات جنوب الديكومانوس عن حوض الحوريات ومخازن عمومية وحمامات. أما بشماله فقد ظهرت بقايا المعبد الرسمي (الكابتول) وهو بناية ضخمة بني جزء منها فوق صف من الدكاكين المقببة، فتعلو بذلك فضاء واسعا يضم كلا من قوس النصر ودار العدالة التي لم يتبق منها إلا أجزاء من الواجهة الرئيسية.
بقيت شالة مهجورة منذ القرن الخامس حتى القرن العاشر الميلادي حيث تحول الموقع إلى رباط يتجمع فيه المجاهدون لمواجهة قبيلة برغواطة لكن هذه المرحلة التاريخية تبقى غامضة إلى أن اتخذ السلطان المريني أبو يوسف يعقوب سنة 1284م من الموقع مقبرة لدفن ملوك وأعيان بني مرين حيث شيد النواة الأولى لمجمع ضم مسجدا ودارا للوضوء وقبة دفنت بها زوجته أم العز.
حضيت شالة على عهد السلطان أبي الحسن باهتمام بالغ. أما ابنه السلطان أبو عنان فقد أتم المشروع، فبنى المدرسة شمال المسجد والحمام والنزالة وزين أضرحة أجداده بقبب مزخرفة تعتبر نموذجا حيا للفن المعماري المتميز لدولة بني مرين. تراجعت شالة مباشرة بعد قرار المرينيين بإعادة فتح مقبرة القلة بفاس، فأهملت بناياتها، بل وتعرضت في بداية القرن الخامس عشر الميلادي للنهب والتدمير لتحتفظ بقدسيتها العريقة وتعيش بفضل ذكريات تاريخها القديم على هامش مدينة رباط الفتح، وتصبح تدريجيا مقبرة ومحجا لساكنة المنطقة، بل معلمة تاريخية متميزة تجتذب الأنظار.
في القرن الرابع عشر الميلادي (1339) أحيط الموقع بسور خماسي الأضلاع مدعم بعشرين برجا مربعا وثلاث بوابات أكبرها وأجملها زخرفة وعمارة الباب الرئيسي للموقع المقابل للسور الموحدي لرباط الفتح. أما داخل الموقع فقد تم تشييد أربع مجموعات معمارية مستقلة ومتكاملة تجسد كلها عظمة ومكانة مقبرة شالة على العهد المريني.
ففي الزاوية الغربية للموقع ترتفع بقايا النزالة التي كانت تأوي الحجاج والزوار وفي الجزء السفلي تنتصب بقايا المقبرة المرينية المعروفة بالخلوة، والتي تضم مسجدا ومجموعة من القبب أهمها قبة السلطان أبي الحسن وزوجته شمس الضحى، والمدرسة التي تبقى منارتها المكسوة بزخرفة هندسية متشابكة ومتكاملة وزليجها المتقن الصنع نموذجا أصيلا للعمارة المغربية في القرن الرابع العاشر.
في الجهة الجنوبية الشرقية للموقع يوجد الحمام المتميز بقببه النصف دائرية، التي تحتضن أربع قاعات متوازية: الأولى لخلع الملابس والثانية باردة والثالثة دافئة والرابعة أكثر سخونة.
أما حوض النون، فيقع في الجهة الجنوبية الغربية للخلوة وقد كان في الأصل قاعة للوضوء لمسجد أبي يوسف، وقد نسجت حوله الذاكرة الشعبية خرافات وأساطير جعلت منه مزارا لفئة عريضة من ساكنة الرباط ونواحيها. مأخود من موقع وزارة الثقافة المغربية.

## الأبحاث الأثرية
في سنة 2023، أعلنت وزارة الشباب والثقافة والتواصل، عن اكتشافات أثرية مهمة بموقع شالة التاريخي.
تم إجراء أعمال الحفريات والاستبار من طرف المعهد الوطني لعلوم الآثار والتراث، في إطار مشروع الأبحاث الأثرية بموقع شالة الذي أطلقته وزارة الشباب والثقافة والتواصل في شهر أبريل 2023. وكان الهدف من هذه الأبحاث في المنطقة الموجودة في شرق وجنوب - شرق سور شالة المريني، هو التعرف على امتداد وحدود مدينة سلا المورية - الرومانية، وعلى نظامها الدفاعي وتحديد مرسى المدينة القديم.
 وبعد القيام بعمليات واسعة مرتبطة بإزالة الأعشاب وأنقاض البنايات الحديثة، مكنت أعمال التنقيبات والاستبارات التي أنجزت في أربعة نطاقات من الحصول على نتائج مثمرة ومن الوصول إلى اكتشافات مهمة وغير منتظرة، على مستوى أربع نطاقات.
في النطاق الأول، وهو سور مدينة سلا المورية -الرومانية، خصصت أعمال التنظيف والتنقيب لجزء من جدار يوجد على بعد 130 مترا تقريبا شرق سور شالة المريني ويمتد على مسافة أكثر من خمسين مترا موازاة مع طريق روبنسون. وبمحاذاة هذا السور، تم التعرف على جدران من التراب ما زالت محفوظة بشكل جيد ولكن لم يتم الكشف عنها بصورة كاملة.
وفي النطاق الثاني، تم الكشف مباشرة غرب السور القديم على بقايا معمارية مهمة تنتمي لحمام عمومي كبير شيد في بداية القرن الثاني بعد الميلاد. إضافة إلى تمثال بحجم طبيعي ولكن من دون رأس، يمثل على الأرجح إحدى الإلهات الرومانية. وهو التمثال هو الأول من نوعه الذي يكتشف بالمغرب منذ سنوات الستينات من القرن الماضي.
أما في النطاق الثالث، فقد تم تحديد منطقة جنائزية أي جبانة مورية رومانية وذلك بفضل اكتشاف مدفن من نوع "كولومباريوم"، وهو أول مدفن من هذا النوع يعثر عليه لحد الآن في محيط سلا.
وبخصوص النطاق الرابع، وهو حي الميناء، فقد تم العثور على بقايا متنوعة متواجدة على عمق مهم وهي بقايا ثبت وجود حي سكني يمتد، حسب التقديرات الأولية، على مسافة 230 مترا تقريبا من الشمال إلى الجنوب.

## السياحة في شالة
شالة هي موقع أثري عريق يقع على قمة تل خلاب في مدينة الرباط فوق نهر أبي رقراق ، لها تاريخ غني ورائع يمتد على مدى ألفي عام، كل هذا يجعل منها وجهة سياحية عالمية توفر للزوار الفرصة للانغماس في التراث الثقافي المغربي، ويضم موقع الشالة ساحة كبيرة وحمامات قديمة بالإضافة إلى المعبد الرئيسي، عند وصولك إلى الموقع ستلاحظ الأعداد الكبيرة للطيور ومن ضمنها طائر اللقلق.

## صور

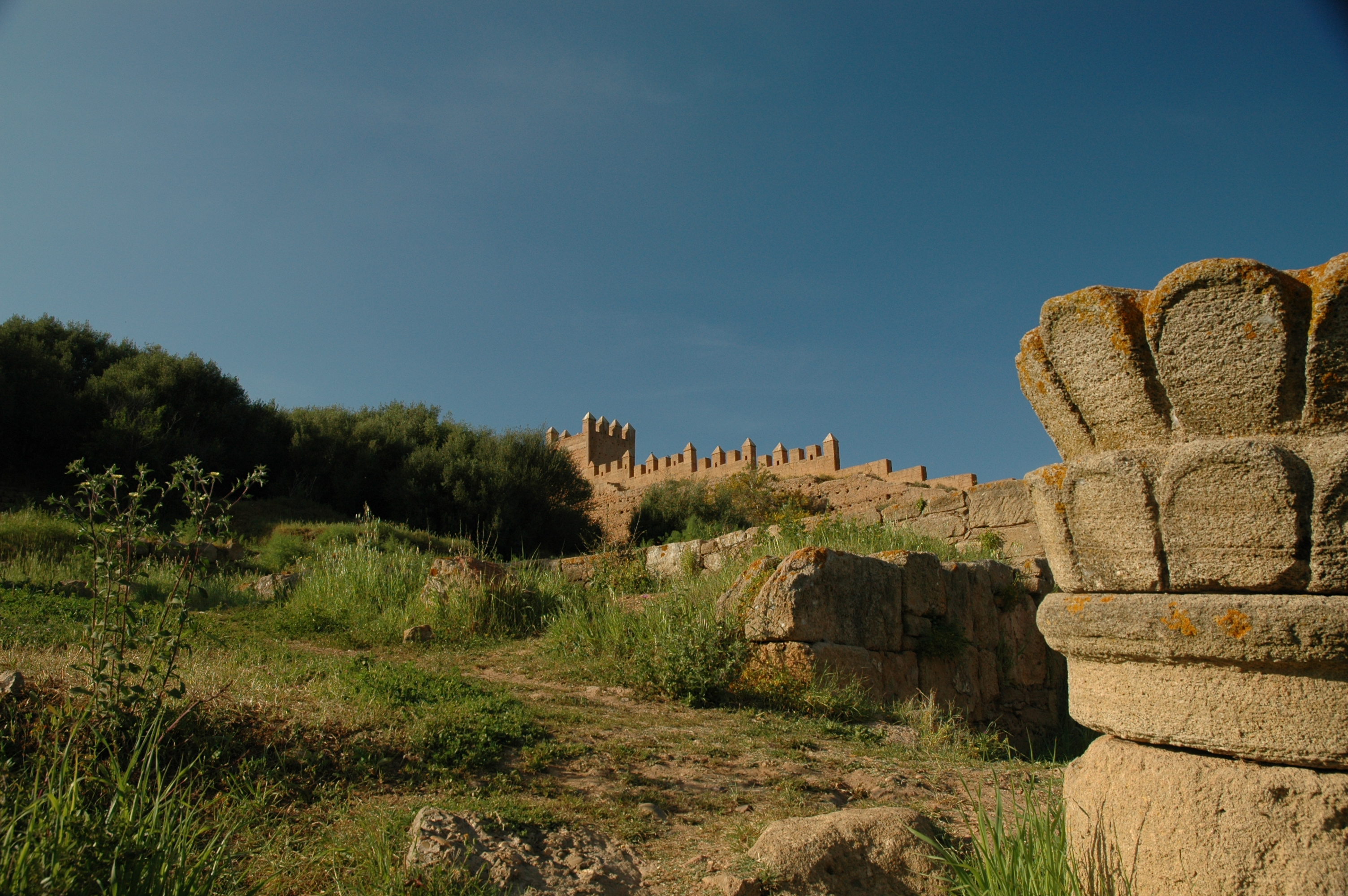
جزء من داخل موقع شالة الأثري
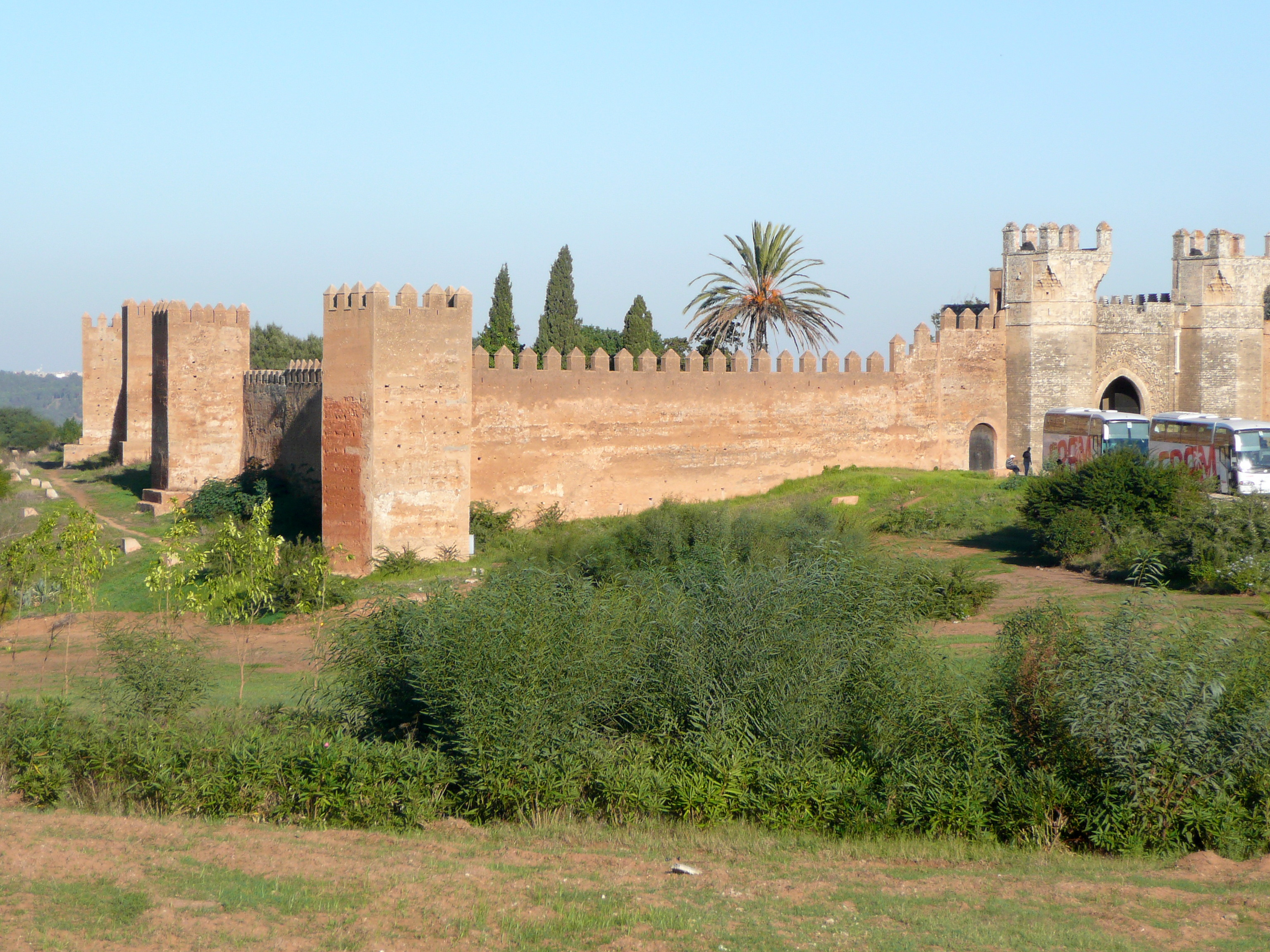
سور شالة
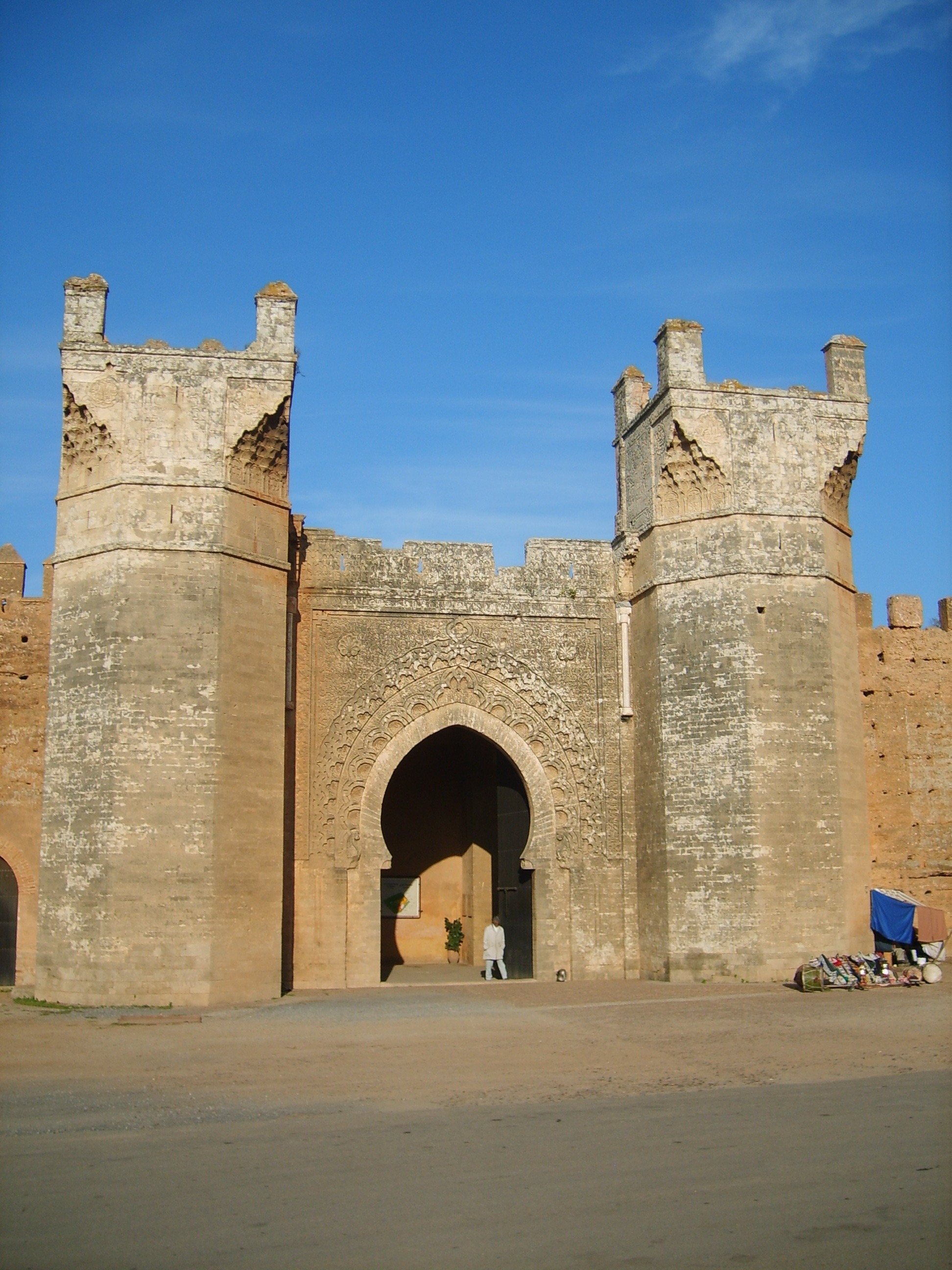
باب مريني
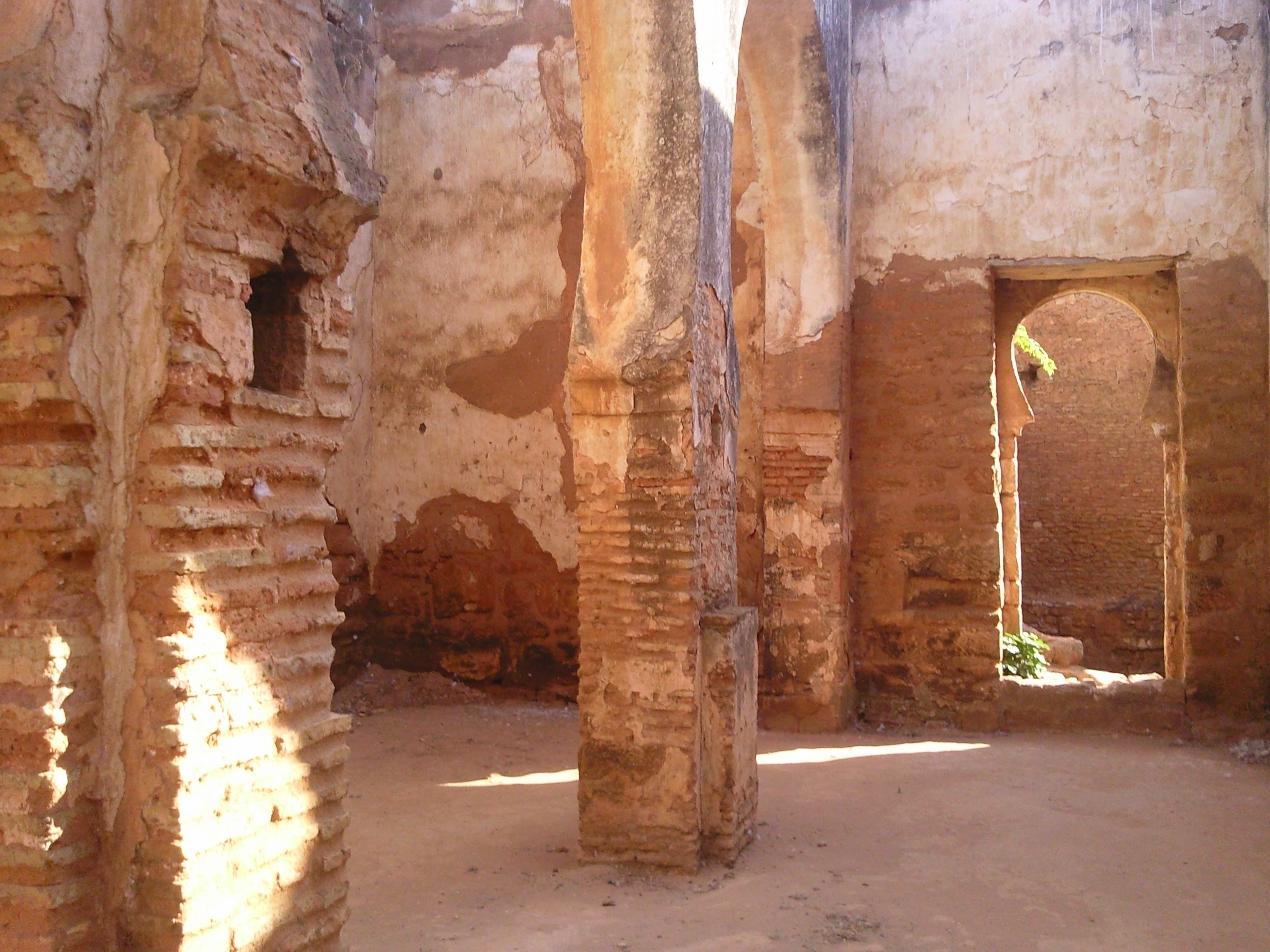
داخلية مقبرة شالة
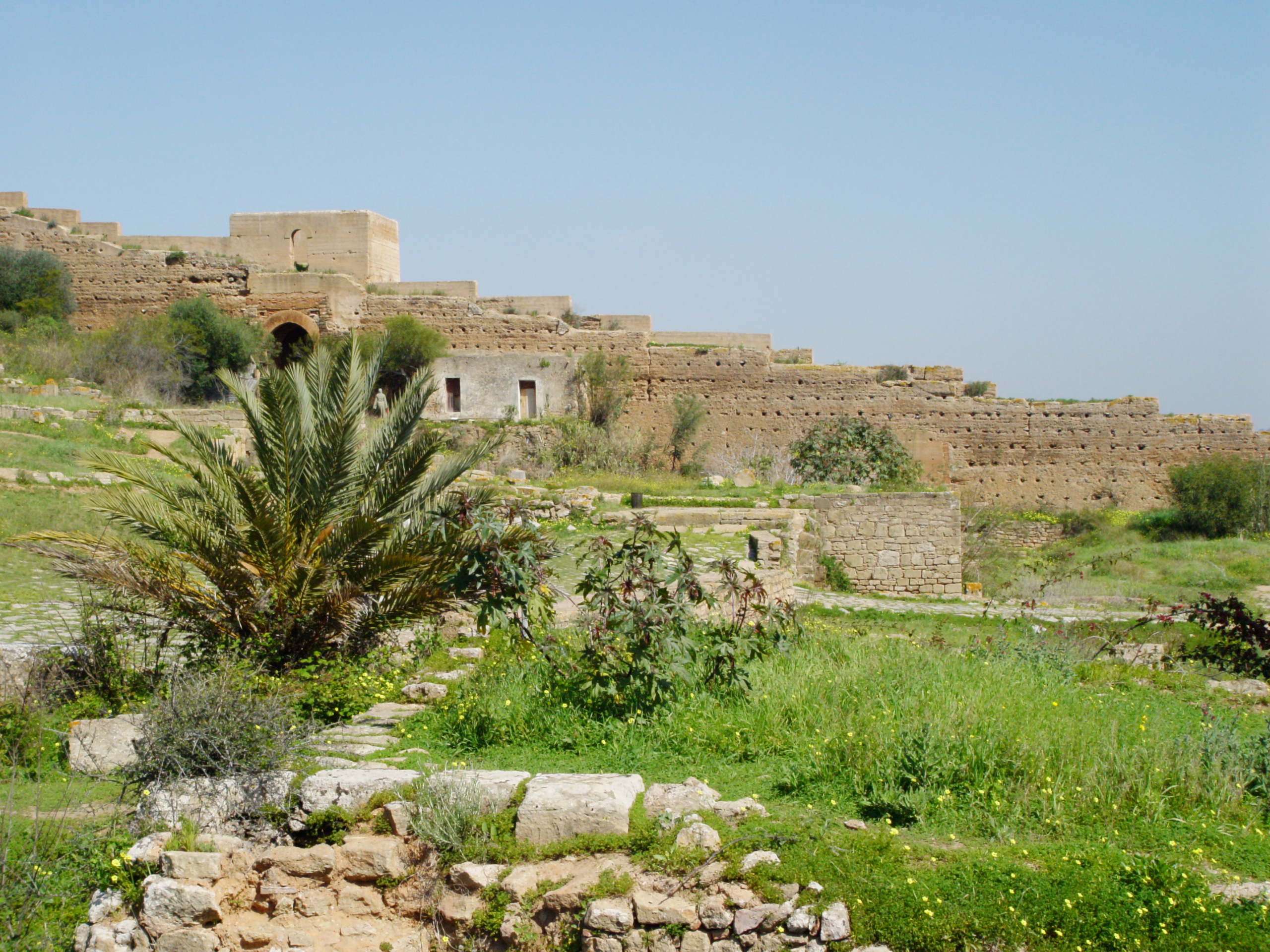
أطلال شالة

## وصلات خارجية
- موقع شالة على الانترنت، تاريخ وصور هامة